# 28. veljače
28. veljače (28. 2.) 59. je dan godine po gregorijanskom kalendaru.
Do kraja godine ima još 306 dana (307 u prijestupnoj godini).

## Događaji
- 202. pr. Kr. – Gaouz postao kineski car, čime započinje vladavina dinastije Han.
- 364. – Časnici rimske vojske u Niceji, Bitiniji proglasili su Valentinijana I. za rimskog cara.
- 1784. – John Wesley, svećenik Engleske Crkve, utemeljio je prvu Metodističku Crkvu.
- 1893. – Porinut američki ratni brod USS Indiana.
- 1897. – Francuska vojska svrgnula posljednju kraljicu Madagaskara Ranavalonu III.
- 1900. – Veliko vojvodstvo Baden donijelo je uredbu kojom se, prvi put u Njemačkoj, ženama daje pravo na studij na visokim školama. Dotad su mogle sudjelovati samo kao gosti slušači.
- 1904. – Osnovan nogometni klub Benfica
- 1935. – Američki kemičar Wallace Carothers izumio najlon.
- 1983. – Prikazan je posljednja epizoda serije M*A*S*H, pogledalo ju je rekordnih 106 milijuna ljudi.
- 2013. – Papa Benedikt XVI. odstupio s dužnosti poglavara Katoličke crkve.
- Momčilo Perišić oslobođen je za ratne zločine nad Hrvatima i Bošnjacima te je pušten na slobodu.
- 2019.
  - Otac na Pagu bacio svoje četiri malodobne djece s balkona, koja su prilikom incidenta teško ozlijeđena.[1]
  - Hrvatska službeno ušla u CERN.[2]
- 2025. – u Bijeloj kući održan bilateralni sastanak ukrajinskog predsjednika Volodimira Zelenskog i američkog predsjednika Donalda Trumpa. Nakon nesuglasice dviju strana u Ovalnom uredu posjet je naglo prekinut.[3][4][5]

| - 274. – Konstantin I. Veliki, rimski car († 337.) - 1533. – Michel de Montaigne, francuski književnik i prevoditelj († 1592.) - 1900. – Frano Meneghello Dinčić, hrvatski kipar i medaljer († 1986.) - 1901. – Linus Pauling, američki kemičar i pacifist († 1994.) - 1915. – Ante Gabrić, hrvatski katolički svećenik († 1988.) - 1915. – Karl Leisner, njemački katolički svećenik († 1945.) - 1935. – Dušan Karpatský, najistaknutiji češki kroatist, književni povjesničar i prevoditelj, dopisni član HAZU († 2017.) - 1942. – Smiljan Dragan Kožul, hrvatski katolički svećenik († 2023.) - 1948. – Steven Chu, američki fizičar, političar, ministar energetike i nobelovac - 1953. – Paul Krugman, američki ekonomist i nobelovac - 1969. – Viktor Dvirnik, ukrajinski nogometaš - 1979. – Ivo Karlović, hrvatski tenisač - 1979. – Primož Peterka, slovenski skijaš skakač - 1984. – Laura Asadauskaitė, litavska športašica - 1984. – Natalia Vodianova, ruska manekenka - 1985. – Jelena Janković, srbijanska tenisačica - 1994. – Arkadiusz Milik, poljski nogometaš - 1999. – Luka Dončić, slovenski košarkaš | - 468. – Hilarije, papa (28. veljače?) - 1648. – Kristijan IV., najmoćniji i najdugovječniji danski kralj (* 1577.) - 1869. – Alphonse de Lamartine, francuski književnik i političar (* 1790.) - 1896. – Ante Starčević, hrvatski političar i književnik (* 1823. ) - 1916. – Henry James, američki pisac (* 1843.) - 1925. – Friedrich Ebert, njemački političar, 1. predsjednik Weimarske Njemačke (* 1871.) - 1936. – Charles Jules Henri Nicolle, francuski liječnik i nobelovac (* 1866.) - 1941. – Alfonso XIII., španjolski kralj (* 1886.) - 1963. – Rajendra Prasad, aktivist i 1. predsjednik Indije (* 1884.) - 1972. – Ljudevit Vujković Lamić – Moco, hrvatski književnik i športski radnik iz Bačke (1907.) - 1986. – Olof Palme, švedski premijer (* 1927.) - 1999. – Jozo Matošić, hrvatski nogometaš (* 1913.) - 2011. – Jane Russell, američka glumica (* 1921.) - 2016. – George Kennedy, američki glumac (* 1925.) - 2019. – - André Previn, njemačko-američki skladatelj (* 1929.) - Josip Silić, hrvatski jezikoslovac, kroatist i teoretičar jezika (* 1934.) - 2020. – Roberto Haller, hrvatski skladatelj i pijanist (* 1965.) - 2021. – Milan Bandić, zagrebački gradonačelnik (* 1955.) |

## Imendani
- Roman
- Teofil
- Bogoljub
- Vikica